# Phradis thyridialis
Phradis thyridialis là một loài tò vò trong họ Ichneumonidae.